# Robert McFarlane
Ne doit pas être confondu avec Robert Macfarlane ou Robert Macfarlan.
Pour les articles homonymes, voir McFarlane.
Robert Carl McFarlane, né le 12 juillet 1937 à Washington et mort le 12 mai 2022, est un ancien officier des Marine Corps qui a servi comme conseiller à la sécurité nationale du président américain Ronald Reagan de 1983 à 1985. Son nom est associé à l'affaire Iran-Contra.

## Biographie

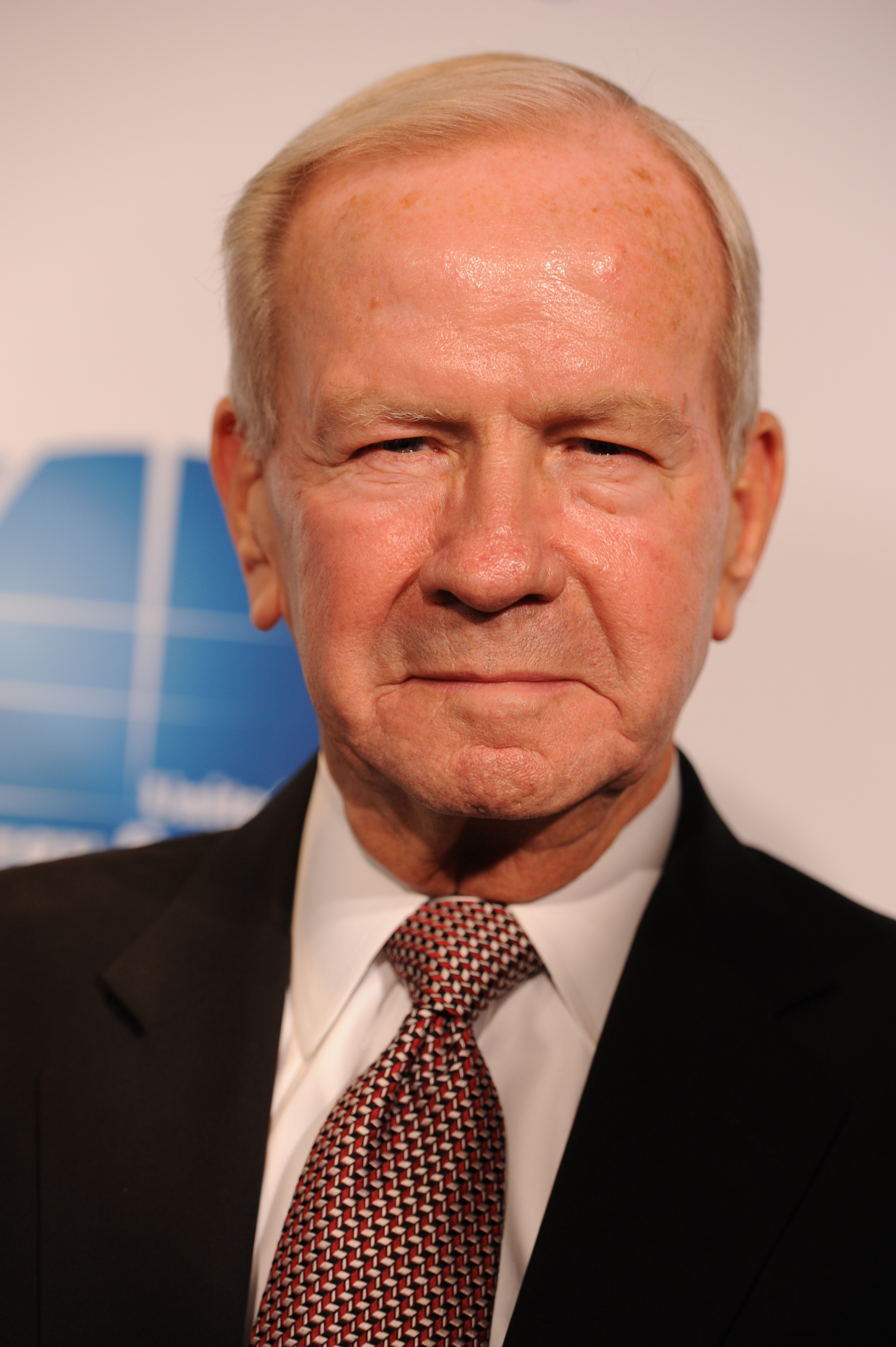
Robert Mcfarlane en 2011.

Après une carrière sur le terrain pour les Marine Corps, Robert McFarlane travaille à la Maison-Blanche sur des dossiers touchant à la sécurité nationale américaine. En 1979, il quitte officiellement les Marines.
En 1981, le président américain Ronald Reagan le nomme, avec le soutien du Sénat des États-Unis, au poste de conseiller au département d'État.
En 1982, Reagan nomme McFarlane comme conseiller adjoint à la sécurité nationale (Deputy National Security Advisor) chargé de l'intégration des politiques auprès du département d'État, du département du Trésor et du département de la Défense. En 1983, il est nommé représentant spécial pour le Moyen-Orient pour les négociations israélo-arabes. McFarlane est critiqué pour avoir autorisé la participation de l'armée américaine à la guerre civile du Liban, ce qui aurait provoqué à titre de représailles les attentats de Beyrouth du 23 octobre 1983 où plus de 300 soldats américains et français sont morts.
Par la suite, le président Reagan le nomme conseiller à la sécurité nationale. Le 17 juin 1985, Robert McFarlane remet une National Security Decision Directive qui appelle les États-Unis à se rapprocher de la République islamique de l'Iran. Cette directive est un premier pas qui mènera le président Reagan à s'engager dans ce qui sera appelé l'affaire Iran-Contra. Robert McFarlane démissionne de son poste de conseiller à la sécurité nationale le 4 décembre 1985, pour des raisons familiales.
En 1986, une délégation menée par McFarlane se rend à Téhéran pour négocier avec des représentants du gouvernement de l'Iran, cherchant entre autres à faire libérer des otages détenus par le Hezbollah en contre-partie d'une aide militaire américaine,. La délégation américaine est composée de Robert McFarlane, Oliver North, George Cave (un ancien agent de la CIA qui a travaillé en Iran dans les années 1960 et 1970), Howard Teicher (un conseiller présidentiel), Amiram Nir (un journaliste israélien agissant pour le compte du gouvernement d'Israël) et un interprète de la CIA. McFarlane rencontre en personne des responsables iraniens qui cherchent à établir des relations avec les États-Unis tout en promettant de faire libérer les otages. Au grand déplaisir de McFarlane, il ne rencontre aucun ministre iranien ; dans ses mots, il n'aurait parlé qu'à des « cadres de troisième et quatrième niveaux »,. Exaspéré, il aurait crié : « Je suis un ministre, je m'attends à rencontrer des décideurs. Sinon, vous pouvez travailler avec mon personnel »,. Les Iraniens exigent qu'Israël retire ses troupes du plateau du Golan, demande rejetée par les Américains. McFarlane refuse l'envoi de pièces de rechange pour les missiles Hawk jusqu'à ce que les otages soient libérés, alors que les Iraniens préfèrent recevoir les pièces puis faire libérer les otages. Après quatre jours à Téhéran, McFarlane rompt les négociations. De retour aux États-Unis, il recommande à Reagan de rompre les communications avec les Iraniens ; son conseil est ignoré malgré son échec.
En tant qu'ancien conseiller à la sécurité nationale, il a été condamné pour rétention de preuves dans l'affaire Iran-Contra, mais après une négociation de plaidoyer, il a reçu deux ans de probation. Robert McFarlane a obtenu le pardon présidentiel de George H. W. Bush,.
C'est l'un des architectes de l'Initiative de défense stratégique qui visait à protéger les États-Unis d'une attaque par missiles balistiques.

### Citations originales
1. ↑  (en) « third and fourth level officials »
2. ↑  (en) « As I am a Minister, I expect to meet with decision-makers. Otherwise, you can work with my staff. »